# Cordeauxia edulis
Cordeauxia edulis oder Yeheb, ist ein Strauch oder kleiner Baum aus der Familie der Hülsenfrüchtler, in der Unterfamilie der Johannisbrotgewächse, aus dem nördlichen Ostafrika, Äthiopien und Somalia. Es ist die einzige Art der Gattung Cordeauxia.

## Beschreibung
Cordeauxia edulis wächst als viel verzweigter, teils mehrstämmiger, immergrüner und trockenheitsresistenter Strauch oder kleiner Baum bis etwa 4–6 Meter hoch. Er bildet eine tiefe Pfahlwurzel mit langen, seitlichen Ausläufern aus. Der Stamm, die Äste und Zweige sind mit vielen rötlichen Drüsen besetzt.
Die gestielten Laubblätter sind wechselständig und paarig gefiedert mit etwa 4–8 Blättchen. Die olivgrünen, ledrigen, unterseits helleren und sitzenden Blättchen sind 3–5 Zentimeter lang und 1,5–2,5 Zentimeter breit. Sie sind eiförmig oder elliptisch bis verkehrt-eiförmig und ganzrandig sowie abgerundet. Unterseits besitzen die Blättchen viele rötliche Drüsen. Die Nervatur ist gefiedert mit unterseits etwas erhabener Mittelader sowie undeutlichen Seitanadern. Die Nebenblätter fehlen.
Es werden vielblütige, traubige und endständige Blütenstände gebildet. Die zwittrigen, gestielten Blüten sind fünfzählig und mit doppelter Blütenhülle. Der Blütenbecher ist klein. Der grünliche Kelch mit fünf freien, länglichen Lappen, der Blütenbecher und die Blütenstiele, sowie die Rhachis der Blütenstände sind mit rötlichen Drüsen besetzt. Die gelben, ausladenden und freien Petalen sind in einen haarigen, kurzen Nagel und eine Platte gegliedert. Auf den Petalen können vereinzelt rötliche Saftmale vorhanden sein. Es sind 10 freie Staubblätter mit in der unteren Hälfte behaarten Staubfäden und rötlichen Staubbeuteln vorhanden. Der längliche, kurz gestielte, einkammerige Fruchtknoten ist knapp oberständig und der Griffel besitzt eine kleine, kopfige und stumpfe Narbe mit einer feinspitzigen Krone. Der Fruchtknoten und der Griffel sind mit Drüsen besetzt.
Es werden flache und eiförmige bis elliptische, mehr oder weniger schnabelspitzige, hartledrige und braune, etwa 4–6 Zentimeter lange und bis 2 Zentimeter breite Hülsenfrüchte gebildet. Es sind 1–4 hellbräunliche, dünnschalige und eiförmige bis ellipsoide Samen (Nuss) vorhanden, sie sind etwa 2,5–4,5 Zentimeter groß.
Die Chromosomenzahl beträgt 2n = 24.

## Systematik
Die Erstbeschreibung der Gattung Cordeauxia und der Art Cordeauxia edulis erfolgte 1907 durch William Botting Hemsley in Bull. Misc. Inform. Kew 1907: 361. Der Gattungsname ehrt den britischen Armeeoffizier und Gouverneur Harry Edward Spiller Cordeaux (1870–1943).

## Verwendung
Die Samen sind essbar.